# Ministeriet for Samfundssikkerhed og Beredskab
Ministeriet for Samfundssikkerhed og Beredskab er et dansk ministerium, som blev oprettet 29. august 2024.
Ministeriet blev præsenteret den 28. august 2024, som en del af den efterfølgende dags ministerrokade i Regeringen Mette Frederiksen II, hvor Torsten Schack Pedersen blev udpeget som Minister for Samfundssikkerhed og Beredskab.
29. august tiltrådte afdelingschef i Justitsministeriet Morten Duus-Larsen som fungerende departementschef i ministeriet. 10. december tiltrådte Lisbet Zilmer-Johns som departementschef, og Morten Duus-Larsen skiftede til Politiets Efterretningstjeneste som juridisk chef.
Ansvarsområderne inkluderer redningsberedskabet, den nationale operative stab, alarmcentralerne, SINE, cybersikkerhed, kystredningstjenesten, havmiljøberedskab, sikkerhedshændelser vedrørende kritisk infrastruktur på havet og sager om deponering af radioaktivt affald.

## Underliggende myndigheder
- Beredskabsstyrelsen
  - Center for Beredskabskommunikation
  - Kystredningstjenesten
- Styrelsen for Samfundssikkerhed
  - Center for Cybersikkerhed
  - Den Nationale Operative Stab